# Calamorhynchus pellucidus
Calamorhynchus pellucidus är en kräftdjursart som beskrevs av Thomas Hale Streets 1878. Calamorhynchus pellucidus ingår i släktet Calamorhynchus och familjen Oxycephalidae. Inga underarter finns listade i Catalogue of Life.